# Guus Hoekman
Gustaaf (Guus) Hoekman (Den Haag, 16 oktober 1913 – Utrecht, 16 april 1996) was een Nederlandse bas.
Hij was zoon van militair Marinus Adriaan Hoekman en Hendrika Gerdina Antonia Rijnolda Hueting. In 1943 huwde hij Hannie/Heintje Stoel. Hij werd begraven op Begraafplaats Den en Rust in Bilthoven.
Het zag er in eerste instantie niet naar uit dat hij in de muziekwereld zou belanden. Tijdens zijn loopbaan als marine-officier werd echter zijn zangstem ontdekt. Hij stond in 1938 op de planken tijdens een passie/paasliturgie in 1938 in Watergraafsmeer. Hij nam zanglessen bij Jaap Stroomenbergh en Aaltje Noorderwier. Onderricht in opera kreeg hij van Lothar Wallenstein en Josef Krips. Gedurende de Tweede Wereldoorlog gaf hij recitals, al dan niet legaal. Na de oorlog startte hij een carrière als oratoriumzanger en breidde zijn gebied uit tot andere delen van West-Europa. Hij bleef in Nederland vooralsnog alleen bekend als recitalzanger, die af en toe ook op de Nederlandse Radio Unie te horen was. Vanaf 1952 behoorde hij tot het operagezelschap van de Vlaamse Opera in Antwerpen. Ook trad hij op met de Nederlandse Opera; zo was hij betrokken bij de première op 16 juni 1960 van Henk Badings' opera Martin Korda tijdens het Holland Festival. Ook het operagezelschap van Düsseldorf maakte van zijn diensten gebruik. Hij was te horen in Salzburg, Koninklijke Muntschouwburg te Brussel, Covent Garden in Londen, Glyndebourne, Boston en New York. Hij woonde van 1971 tot 1979 in de Verenigde Staten, waar hij ook muziekpedagoog was. Hij keerde terug naar Nederland. Op 18 juni 1980 zong hij met de Nederlandse Operastichting en het Amsterdams Philharmonisch Orkest onder leiding van Anton Kersjes in de première van de opera Thijl van Jan van Gilse in de Amsterdamse Stadsschouwburg in het kader van Holland Festival; die opera was toen net teruggevonden. Hij vestigde zich in Santpoort en gaf vanaf 1981 tot 1985 zanglessen in Amsterdam. Hij zong tot op late leeftijd door. In 1987 stond hij nog in een dubbelrol als dokter/ambtenaar op de planken in de opera Merg van Henk van der Meulen op het libretto van Judith Herzberg over een beenmergtransplantatie, collegae waren daarbij Charles Tassel (patiënt), Lieuwe Visser (broer) en Lucia Meeuwsen (vrouw van broer).
- Biblioteca Nacional de España: XX1446329
- Bibliothèque nationale de France: cb14187371k (data)
- Gemeinsame Normdatei: 128908297
- International Standard Name Identifier: 0000 0001 0916 128X
- Library of Congress Control Number: no88003708
- MusicBrainz: 8f32c263-d8f3-40dc-b459-889355091db6
- Nationale Bibliotheek van Tsjechië: xx0161325
- Nationale Bibliotheek van Israël: 987007336956705171
- Système universitaire de documentation: 171640136
- Virtual International Authority File: 74062009
- WorldCat: E39PBJcgwkWcGPhKGrgkFhCCwC